# Jim Corr
Jim Corr, all'anagrafe James Steven Ignatius Corr (Dundalk, 31 luglio 1964), è un chitarrista, tastierista e compositore irlandese. Dopo aver fatto parte di diversi gruppi, tra cui Fountainheads e The Hughes Version, nel 1990 insieme alle sorelle minori Sharon, Caroline e Andrea crea i Corrs, gruppo pop-rock e celtic rock, dove ricopre il ruolo di chitarrista e tastierista. Dal 1995 al 2005 ha pubblicato 10 album con i Corrs (5 in studio, 3 live e 2 raccolte ufficiali).

## Biografia

### L'infanzia e gli inizi
Jim Corr nasce a Dundalk nella Contea di Louth da Gerry Corr, impiegato presso l'Irish Electricity Board, e Jean Corr, casalinga. Ben presto Jim inizia ad interessarsi al pianoforte che si trova nel salotto e il padre decide d'impartirgli qualche lezione. Jim si dimostra subito un ottimo allievo e nel giro di pochi anni diventa un ottimo pianista.
A 13 anni inizia ad interessarsi anche alla chitarra e approfitta di un suo vicino di casa che si offre di impartirgli lezioni.
Da adolescente frequenta ragazzi che combinano guai per le strade e commettono piccoli furti, anche se a questo riguardo Jim puntualizza di non aver mai partecipato a questo genere di cose e che prendeva parte solo alle bande organizzate per le strade di Dundalk.
A scuola era tutt'altro che uno studente modello, dato che la sua passione per la musica influenzava negativamente sugli studi.
A 15 anni Jim inizia ad esibirsi insieme ai genitori, che suonavano ogni fine settimana nei pub, suonando e cantando canzoni degli ABBA e degli Eagles. È durante una di queste serate che ha l'opportunità di esibirsi insieme alla cantante Dolores Keane nel brano Heart Like a Wheel. Successivamente Jim inizia ad esibirsi in duo insieme alla sorella minore Sharon suonando musica tradizionale irlandese nei locali di Dundalk.
Terminati gli studi presso la De La Salle Brothers Catholic School entra a far parte di diverse band che però non hanno quel particolare talento che il ragazzo ricerca. Insoddisfatto prende in considerazione l'idea di abbandonare il suo sogno di diventare musicista per dedicarsi all'elettronica, ma dopo aver frequentato un college musicale capisce di non poter fare a meno della musica.
Inizia nuovamente a collaborare con diversi gruppi. Tra questi ci sono i Fountainheads coi quali Jim suona per un paio di anni, 1988-1989.
Nel frattempo prende in affitto una stanza che trasforma in una sorta di studio di registrazione. È qui che Jim e le sue sorelle minori, accomunati dalla medesima passione per la musica, iniziano ad esercitarsi: Jim e Caroline suonano le tastiere, Andrea canta e suona il tin whistle e Sharon suona il violino.

### Il successo con i Corrs
Nel 1990, quando i fratelli Corr vengono a conoscenza delle audizioni per band per il film The Commitments, decidono di creare un gruppo per presentarsi alle audizioni. Qui Jim e le sorelle fanno la conoscenza di John Hughes, direttore musicale del film. All'epoca Hughes aveva anche un gruppo, The Hughes Version, nel quale Jim entra a far parte come tastierista per qualche tempo.
Al termine delle riprese del film, Hughes, colpito dal talento dei quattro fratelli, diventa il loro manager e scioglie la sua band.
Nel 1994 i Corrs firmano il loro primo contratto discografico con l'Atlantic Records con il marchio di registrazione 143 Records e all'inizio del 1995 partono alla volta di Malibù per registrare il primo album, Forgiven, Not Forgotten, di cui Jim è co-produttore insieme a David Foster. L'album si dimostra un successo e i Corrs scalano le classifiche di Irlanda, Spagna, Australia e Giappone.
Successivamente pubblicano Talk on Corners (1997) che raggiunge i vertici delle classifiche inglesi, e In Blue (2000), che fa conquistare alla band le classifiche americane e li consacra definitivamente a livello internazionale.
Dopo il tour mondiale, svolto tra il 2000 e il 2001, che ha seguito l'uscita di In Blue la band si prende una pausa e Jim ne approfitta per seguire lezioni di volo per imparare a pilotare l'elicottero, conseguendo qualche tempo più tardi la licenza di pilota privato.
Nel 2003 partecipa insieme alle sorelle al concerto 46664 (organizzato per sostenere la campagna di Nelson Mandela nella lotta contro l'AIDS).
Agli inizi del 2004, quando già si parlava del tour mondiale che avrebbe seguito l'uscita del quarto album in studio Borrowed Heaven, Caroline annuncia di essere incinta. I Corrs e il loro manager decidono di non cancellare il tour, ma per andare incontro alle esigenze della batterista l'iniziale tour mondiale previsto viene ridotto alla sola Europa e all'America. Per sostituire la sorella, che non partecipa alle date americane del tour, Jim si cimenta per la prima volta con le percussioni, suonando il Lambeg Drum (modello Yamaha CB-6XXB Bass Drum) nei brani Borrowed Heaven e Toss The Feathers.
Nel settembre 2005 i Corrs pubblicano Home, album legato alla tradizione musicale del loro paese e dedicato alla madre scomparsa nel 1999 a causa di una malattia all'apparato respiratorio, e a novembre diventano membri onorari dell'Ordine dell'Impero Britannico in riconoscimento del loro talento musicale e dei concerti benefici da loro organizzati.
Dopo l'uscita di Home i quattro fratelli decidono di prendersi una pausa per dedicarsi alle rispettive famiglie.
Qualche anno più tardi Jim si avvicina alle teorie sul Nuovo ordine mondiale e dal 2008, dopo essere diventato membro del 9/11 Truth Movement, gestisce un sito web dove espone le sue convinzioni riguardo alla teoria del complotto del Nuovo ordine mondiale.

## Chitarre
Jim Corr suona sia la chitarra acustica che elettrica. Tra i modelli che utilizza più di frequente ci sono:
- Avalon Gold - 12 corde (acustica)
- Avalon Legacy L32C (acustica)
- Fender Telecaster 60 Custom (elettrica)
- Fender Stratocaster Deluxe (elettrica)
- Gibson Les Paul Premium (elettrica)
- Gibson SG Custom (elettrica)
- Gibson CS-336 (elettrica)
- Guild F512 - 12 corde (acustica)
- Guild F50R (acustica)
- Lowden F-32C (acustica)
- Lowden 012 - 12 corde (acustica)
- Rickenbacker 360/12C63 - 12 corde (elettrica)
- Taylor 612CE (acustica-elettrica)
- Takamine SW341SC Steve Wariner Signature (acustica-elettrica)
- Takamine EF381C - 12 corde (acustica-elettrica)
- Yamaha AEX 500N2 (acustica-elettrica)

## Pianoforti/Sintetizzatori
Tra i modelli di pianoforti, tastiere e sintetizzatori che utilizza maggiormente ci sono:
- E-MU Systems Masterkeyboard (tastiera)
- Yamaha PF 1000 Digital Piano (tastiera)
- Roland Discover 5 (tastiera)
- Steinway & Sons (pianoforte)
- Roland modello RG-7 Digital Grand Piano (pianoforte)
- Roland Fantom X8 (sintetizzatore)
- Roland XP-80 (sintetizzatore)
- Korg PA60 (sintetizzatore)
- Korg PA80 (sintetizzatore)
- Korg Triton Studio (sintetizzatore)

## Beneficenza
Jim Corr e le sue sorelle hanno preso parte e organizzato diversi concerti di beneficenza tra cui il Pavarotti & Friends for Liberia (1998), la raccolta fondi per il Freeman Hospital di Newcastle (2001) e per le vittime della bomba di Omagh (1999), e il Party in the Park: The Prince's Trust.
Nel settembre 2002 Jim sale a bordo della nave Rainbow Warrior dove, per due giorni, segue le attività dei volontari Greenpeace impegnati nella campagna per il disarmo nucleare.
I Corrs sono inoltre ambasciatori della campagna 46664 di Nelson Mandela contro l'AIDS in Africa. Durante il Live 8 a Edimburgo il 2 luglio 2005 si sono esibiti con Bono per promuovere la campagna Make Poverty History.
Nel 2005 i fratelli Corr diventano membri onorari dell'Ordine dell'Impero Britannico ricevendo le onorificenze dall'ambasciatore britannico a Dublino su concessione della Regina Elisabetta II in riconoscimento dei concerti benefici da loro organizzati.
Dal 2006 collabora come pilota volontario con la Bubblegum Club, associazione irlandese che si occupa dei bambini gravemente malati, per la campagna Helicruise che ogni anno trasporta con 46 elicotteri 250 bambini ricoverati in vari ospedali sparsi per l'Irlanda a Blessington nella contea di Wicklow.
Qualche anno più tardi, nel 2009, partecipa alla campagna organizzata dalla ARAN per la protezione delle foche.

## Vita privata
Nel novembre 2005 Jim Corr si è fidanzato con la modella Gayle Williamson, ex Miss Irlanda del nord, dalla quale ha avuto un figlio, Brandon, nato il 10 maggio 2006. La coppia si è poi separata qualche mese più tardi.

## Discografia

### The Corrs
- 1995 - Forgiven, Not Forgotten
- 1997 - The Corrs - Live
- 1997 - Talk On Corners
- 1999 - The Corrs Unplugged
- 2000 - In Blue
- 2001 - The Best Of The Corrs
- 2002 - The Corrs: Live In Dublin
- 2004 - Borrowed Heaven
- 2005 - Home
- 2006 - Dreams: The Ultimate Corrs Collection

### Collaborazioni
- 1995 – Casper (Soundtrack) - chitarra in Remember Me This Way.
- 1998 – Pavarotti & Friends For The Children Of Liberia (Artisti vari) - chitarra e seconda voce in Dreams e voce in O Surdatto Nammuratto.
- 1998 – Legacy: A Tribute To Fleetwood Mac's Rumours (Artisti vari) – chitarra e seconda voce in Dreams.
- 1998 – Uprooted (The Rankin Family) - drum loop e drum programming.
- 1999 – Tears Of Stone (The Chieftains) – chitarra in I Know My Love.
- 1999 – Abbamania (Artisti vari) - piano in The Winner Takes It All.
- 2001 – El Alma Al Aire - Ediciòn Especial (Alejandro Sanz) - chitarre in The Hardest Day, Me Iré, Una Noche.
- 2001 – Josh Groban (Josh Groban) – chitarra in Canto Alla Vita.
- 2002 – Party At The Palace - The Queen's Golden Jubilee (Artisti vari) - voce in God Only Knows.
- 2003 – The Very Best Of Sheryl Crow (Sheryl Crow) - chitarra in C'mon, C'mon.
- 2004 – Wild Ocean (John Hughes) – piano.
- 2004 – 46664: Part 2 – Long Walk To Freedom (Artisti vari) – chitarra e seconda voce in Breathless, tastiere e chitarra in Toss The Feathers e voce in Leliungelo Elakho.

## Filmografia
- 1991 – The Commitments
- 1997 – The Gathering
- 1998 – The Corrs: Live At The Royal Albert Hall
- 1998 – Pavarotti & Friends For The Children Of Liberia
- 1999 – The Corrs: Live At The Lansdowne Road
- 1999 – Brit Awards '99 – Video of the Year
- 2000 – The Corrs: Unplugged
- 2000 – It's Only Rock 'n' Roll
- 2001 – The Corrs: Live In London 2000
- 2002 – The Best Of The Corrs - The Videos
- 2002 – Party At The Palace - The Queen's Golden Jubilee
- 2002 – South Africa Freedom Day: Concert On The Square
- 2003 – Out Of Ireland
- 2003 – A Feeling Shared - The Special Olympics in Ireland
- 2004 – 46664 The Event
- 2004 – Alejandro Sanz – Los Videos 1991-2004
- 2005 – All The Way Home - A History Of The Corrs
- 2005 – The Corrs: Live In Geneva 2004